# Lirski subjekt
Lirski subjekt je tisti, ki govori nedialoško lirsko besedilo: ki izraža svoje občutja ("Jenjale so bolečine, / ki jih trnje obudi; / rana v srcu pa ne mine, / vedno huje krvavi", Jenko, Obujenke IV), doživetja (Aškerčev cikel Iz popotnega dnevnika), spoznanja ("Pred smrtjo ne obvarje koža gladka, / od nje nas ne dokup'jo kupi zlata /.../ Naj zmisli, kdor slepoto ljubi sveta /.../ da smrtna žetev vsak dan bolj dozori", Prešeren, Memento mori), nazore ("Kako / bit' hočeš poet in ti pretežko / je v prsih nosit al' pekel al' nebo", Prešeren, Pevcu). Pogosto se izraža v prvi osebi, največkrat v ednini, redkeje v množini ("Jutri gremo v napad. / Glej, kako globoko je nebo!", Matej Bor), lahko se izraža tudi v tretji osebi ("Jezike vse Evrope je učene/ govoril", Prešeren, grobni napis Matiju Čopu) ali v drugi. Predstavlja ali resnično osebo (Prešeren v Sonetnem vencu, v Sonetih nesreče, v Zdravljici, V spomin Andreja Smoleta) ali pa je izmišljen, fikcijski, eno in drugo pa je zgolj iz pesmi težko ugotoviti. Trditev, da je lirski subjekt vedno in načelno fikcijski, je napačna, saj se pesnik lahko kadarkoli odloči, da bo spregovoril v svojem imenu.
Katera besedila lirski subjekt imajo in katera so brez, je odvisno od definicije lirike, to pa mdr. definiramo glede na prisotnost lirskega subjekta, zato se v mejnih primerih vrtimo v krogu. Prešernova Turjaška Rozamunda nima lirskega subjekta, ker je epska in ne lirska pesem, mejne pa so dialoške pesmi kot Prešernova Železna cesta in verzificirani aforizmi kot Prešernov Abecedar ("Slovenci, ako čakate slovarja, / ne čakajte ga od abecedarja").  
V drugosebnih besedilih je lirski subjekt dveh vrst: kadar z drugo slovnično osebo meri nase, je prisoten izrecno; kadar pa meri na drugega, je skrit ("Sama spiš. Tudi to se včasih dogaja. /.../ Vsega se spominjaš: zemlje, morja in neba. /.../", Aleš Debeljak, Sama spiš, zbirka Minute strahu).

## Izvir govora lirskega subjekta
Pri tradicionalni liriki subjekt najpogosteje govori iz svojih doživetij, zaznav, spominov in razmišljanj. V modernejši liriki je govor pogosteje plod domišljije, asociacij in podzavesti. Lahko pa izvira tudi iz igre z jezikom in je torej zgolj besedna igra.

## Tipologija lirskega subjekta po Wolfgangu Kayserju
Wolfgang Kayser v svojem delu Jezikovna umetnost (1948) loči naslednje tri temeljne tipe lirskega subjekta.

### Epska drža lirskega subjekta
Epsko držo v liriki predstavlja t. i. lirsko poimenovanje. V ospredju je ubeseditev zunanjega predmetnega sveta. Lirski subjekt torej imenuje ali opisuje objekt oziroma podobo, ki je lahko tudi odraz njegovih miselnih ali čustvenih stanj.

VELIKI ČRNI BIK

Veliki črni bik rjove v jutro.

Veliki črni bik, koga kličeš?

Prazni so pašniki.

Prazne so gore.

Prazne so grape.

Prazne kot odmev tvojega klica.

Veliki črni bik rjove v jutro.

Kot da bi brizgala težka črna kri

pod vršičke temnih smrek.

Kot da bi se nad gozdom na vzhodu

odpiralo v jutro

krvavo bikovo oko.

/.../

(Dane Zajc)

### Dramska drža lirskega subjekta
Dramsko držo v liriki predstavlja ti. pesemsko nagovarjanje subjektov, ki se srečujejo in nagovarjajo. Tako se v Prešernovi pesmi nagovarjata moški in ženska.

OD ŽELEZNE CESTE

"Bliža se železna cesta,

nje se, ljubca! veselim;

iz Ljubljane v druge mesta,

kakor tiček poletim."

"Ak je blizo tista cesta,

moraš vzet' me, ljubček moj!

de, pogledat tuje mesta,

bom peljala se s teboj."

/.../

(France Prešeren)

### Lirska drža lirskega subjekta
Lirsko držo predstavlja ti. pesemsko izgovarjanje. Subjekt govori o sebi, vse je samo njegova notranjost.

PROSTO SRCE

Sem dolgo upal in se bal,

slovó sem upu, strahu dal;

srcé je prazno, srečno ni,

nazaj si up in strah želi.

(France Prešeren)

## Tipologija lirskega subjekta glede na nosilca govora

### Osebni lirski subjekt
Subjekt skozi besedilo doživljamo kot živo osebo, a ga ne moremo povsem enačiti z avtorjem.
O Vrba! srečna, draga vas domača,
kjer hiša mojega stoji očeta;
de b' uka žeja me iz tvojga svéta
speljala ne bila, goljfiva kača!
(France Prešeren)

### Nadosebni lirski subjekt
O nadosebnem lirskem subjektu je govora, ko govori idealiziran avtorjev 'duh', ki ni isto kot njegov realno-empirični jaz.

BORI

Bori, bori v tihi grozi

bori, bori v nemi grozi,

bori, bori, bori, bori!

Bori, bori, temni bori

kakor stražniki pod goro

preko kamenite gmajne

težko, trudno šepetajo.

Kadar bolna duša skloni

v jasni noči se čez gore,

čujem pritajene zvoke

in ne morem več zaspati.

»Trudno sanjajoči bori,

ali umirajo mi bratje,

ali umira moja mati,

ali kliče me moj oče?«

/.../

(Srečko Kosovel)

### Neosebni ali brezosebni lirski subjekt
Neosebni oziroma brezosebni lirski subjekt je bil nekoliko bolj rabljen v modernistični liriki 20. stoletja. Govor brezosebnega subjekta nastaja nekako nezavedno, po naključju ali igri. Lirika je v tem primeru lahko le jezikovna igra, subjekta pa mnogokrat sploh ni več.

PRORAČUN

finance = 0

finančni upi = nepopolno število

veselje in moč = za tri

energija = ∞

obup = 3 x na teden

zaljubljenost = vsak mesec

dolgovi = nepopolno število

up v bodočnost = ∞

premočrtnost = a || b

_____________________

Summa = nestrpno pričakovanje

(Srečko Kosovel)

### Avtorski lirski subjekt
Kadar je v pesmi čutiti govor avtorja samega, govorimo o avtorskem lirskem subjektu. V pesmi je to vidno preko posameznih dejstev, kot sta čas in kraj avtorjevega življenja.

Čez tebe več ne bo, sovražna sreča!

iz mojih ust prišla beseda žala;

navadil sem se, naj Bogu bo hvala,

trpljenja tvojega, življenja ječa!

Navadile so butare se pleča,

in grenkega se usta so bokala,

podplat je koža čez in čez postala,

ne straši več je trnjovka bodeča.

/.../

(France Prešeren)

### Fiktivni lirski subjekt
V pesmi s fiktivnim pripovedovalcem spremljamo govor neke druge osebe ali predmeta. Fiktivni lirski subjekt je izmišljen oziroma umeten, saj si ga izmisli avtor. Ta tip pesmi se imenuje pesem vložnica.

NEZAKONSKA MATI

Kaj pa je tebe treba bilo,

dete ljubó, dete lepó!

meni mladi deklici,

neporočeni materi? -

Oča so kleli, tepli me,

mati nad mano jokáli se;

moji se mene sram'váli so,

tuji za mano kazali so.

On, ki je sam bil ljubi moj,

on, ki je pravi oča tvoj;

šel je po svéti, Bóg ve kam;

tebe in mene ga je sram!

/.../

(France Prešeren)

## Tipologija lirskega subjekta glede na kontaktno smer
Kontaktna smer nam kaže, kam je usmerjen govor lirskega subjekta.

### Subjekt nagovarja bralca
DRAMILO

Slovenc, tvoja zemlja je zdrava

in pridnim nje lega najprava.

Pólje, vinograd,

gora, morjé,

ruda, kupčija

tebe rede.

Za uk si prebrisane glave

pa čedne in trdne postave.

Išče te sreča,

um ti je dan,

našel jo boš, ak

nisi zaspan.

/.../

(Valentin Vodnik)

### Subjekt govori sam sebi
V tem primeru je bralec le zunanja priča.

VITEZOVA PESEM

Kordoba.

Daljna in sama.

Kobila črna, luna velika,

in olive v moji bisagi.

Čeprav poznam vse ceste,

nikdar ne pridem v Kordobo.

Na ravnini, v vetru

kobila črna, luna rdeča.

Smrt me oprezuje

s stolpov v Kordobi.

/.../

(Federico García Lorca)

### Subjekt nagovarja drugo osebo ali predmet
V SPOMIN ANDREJA SMOLETA

Črne te zemlje pokriva odeja

v grobu tihotnem, naš bratec, Andrej!

Vince zlató se v kozarcih nam smeja,

v tvojo opombo pijemo ga zdéj.

/.../

(France Prešeren)

### Subjekt ne govori nikomur
To je značilno predvsem za moderno poezijo, ko subjekt ne govori nikomur. Besede izgovarja povsem spontano in neusmerjeno, torej brezkontaktno.

MLEČNO JUTRO

Mlečno jutro
se razlije
po razlitem
jutranjem mleku.
(Milan Jesih)

### Več lirskih subjektov, ki govorijo drug drugemu
V pesmi lahko torej obstoja tudi več fiktivnih lirskih subjektov, ki govorijo drug drugemu, pri čemer je bralec le priča njihovemu govoru.

DOHTAR

"Dohtar, ti jezični dohtar!

kaj postopaš ti za mano?

Ne prepiram se z nobenim,

de bi peljal mojo pravdo;

ni umrla teta moja,

teta moja, dekle staro,

de bi, dohtar! mi opravljal

po nji dédino bogato;

sem premlada, de bi pismo

ženitvanjsko se pisalo.

Dohtar, ti jezični dohtar!

kaj postopaš ti za mano?" -

"Ne zameri, ne zameri,

cvet lepote, dekle drago!

Naj tekó ti mirni dnevi,

Bog ti žívi teto staro.

/.../

(France Prešeren)